# 県犬養石次
縣犬養 石次（あがたのいぬかい の いわすき）は、奈良時代の公卿。官位は従四位下・参議。県犬養氏唯一の公卿。

## 経歴
元正朝の養老4年（720年）従五位下・弾正弼に任ぜられ、翌養老5年（721年）右衛士佐に転じる。
神亀6年（729年）長屋王の変の後に従五位上に叙せられると、聖武朝の初期には右少弁・少納言と太政官の官人を務める。右少弁在任中の天平7年（735年）には、親族を殺害されたとして遺族から阿倍帯麻呂が太政官へ訴えられた際に、この訴訟を放置したことを理由に右大弁・大伴道足ら他の弁官・史と共に罰せられるが、結局詔により赦免されている。
天平9年（737年）藤原四兄弟の没後間もなく正五位下に進み、石次の親族にあたる橘諸兄が右大臣に昇って朝廷の実権を握ると、天平11年（739年）には抜擢を受けて、従四位下・参議に昇進し公卿に列す。議政官として式部大輔・左京大夫を務めた。
天平14年（742年）10月14日卒去。最終官位は参議左京大夫従四位下。

## 官歴
※ 注記のないものは『続日本紀』による。
- 養老4年（720年）正月11日：従五位下。10月9日：任弾正弼[2]
- 養老5年（721年）6月26日：右衛士佐
- 神亀6年（729年）3月4日：従五位上
- 天平4年（732年）9月5日：右少弁
- 天平5年（733年）12月27日：少納言
- 天平9年（737年）9月28日：正五位下
- 天平11年（739年）正月13日：従四位下。4月21日：参議。兼式部大輔[3]
- 天平14年（742年）10月3日：右京大夫[3]。10月14日：卒去（参議左京大夫従四位下）